# 17354 Matrosov
A 17354 Matrosov (ideiglenes jelöléssel 1977 EU1) a Naprendszer kisbolygóövében található aszteroida. Nyikolaj Sztyepanovics Csernih fedezte fel 1977. március 13-án.